# Kamov Ka-25
Kamov Ka-25 (NATO naziv Hormone) je sovjetski mornarički helikopter za otkrivanje podmornica, kojeg je dizajnirao Nikolai Il'yich Kamov.

## Dizajn i razvoj
Ka-25 je prvi put uzletio 1961. godine. Ka-25 su pokretala dva turbinska motora,smještena jedan uz drugi iznad pilotske kabine.Oni su pokretali glavna dva rotora koji su se vrtili u međusobno suprotnim smjerovima.Takav dizajn kod Kamova im je omogućio let bez potrebe za stražnjim manjim rotorom i omogućio im je polijetanje s brodova bez zauzimanja većeg prostora za razliku od konvencionalnih helikoptera.

## Inačice
- Ka-25PL i Ka-25BSh (Hormone-A) -inačice za otkrivanje podmornica u ratnim uvjetima. Opremljeni su s radarom i sonarom koji se izbacuje u more. Naoružani s torpedima, nuklearnim ili konvencionalnim dubinskim bombama.
- Ka-25T (Hormone-B) -inačica korištena kao pomoć pri navođenju projektila. Ka-25 bi sa svojim radarom naciljao metu te tako navodio projektil do cilja.
- Ka-25PS (Hormone-C) -potraga i spašavanje.
- Ka-25BShZ -minolovac.
- Ka-25B (Hormone-A) -protu-podmornička inačica.
- Ka-25F -inačica predložena kao napadački helikopter.
- Ka-25V  -civilna inačica, kao zračna dizalica. Razvijen je samo prototip.
- Ka-25TL -inačica za praćenje projektila.

## Tehničke karakteristike (Ka-25PL)
Izvori podataka: 
Osnovne karakteristike
- posada: 2
- dužina: 9,75 m
- visina: 5,37 m

Letne karakteristike
- najveća brzina: 209 km/h
- najveća visina leta: 3.352 m
- motor: 2 x Glušenkov GTD-3F